# Фонтевро л’Абе
Фонтевро л’Абе (фр. Fontevraud-l'Abbaye) насеље је и општина у западној Француској у региону Лоара, у департману Мен и Лоара која припада префектури Сомир.
По подацима из 2011. године у општини је живело 1550 становника, а густина насељености је износила 104,31 становника/km². Општина се простире на површини од 14,86 km². Налази се на средњој надморској висини од 80 метара (максималној 114 m, а минималној 37 m).

## Демографија
| 1962. | 1968. | 1975. | 1982. | 1990. | 1999. | 2011. |
| ----- | ----- | ----- | ----- | ----- | ----- | ----- |
| 1.901 | 1.198 | 1 105 | 1 118 | 1.108 | 1.189 | 1.550 |

График промене броја становника у току последњих година